# Atomosia venustula
Atomosia venustula är en tvåvingeart som beskrevs av Lynch Arribalzaga 1880. Atomosia venustula ingår i släktet Atomosia och familjen rovflugor. Inga underarter finns listade i Catalogue of Life.